# Кіндруїн Великий
Кіндділан (Кіндділан ап Кіндруїн; валл. Cynddylan або валл. Cynddylan ap Cyndrwyn; народився в 616 - загинув у 641 або 656 році) — правитель Пенгверна (620-656), син і спадкоємець Кіндруїна Великого. Діяння Кіндділана відомі за двома валлійськими поемами, «Пісня про смерть Кінділана»  і «Плач Хелед» (Хелед — сестра Кінділлана). У поемі дається зрозуміти, що династія Каделла була суперницею Кіндділана.

## Біографія

### Правління
У 620 році помер батько Кіндділана і він успадкував його в Пенгверні. 
Кіндділан переніс столицю Пенгверна у безпечніше місце, Лліс Пенгверн, які історики ототожнюють зі Шрусбері чи Бертом.
Кіндділан ворогував з Нортумбрією і уклав союз з Пендою Мерсійським, разом з яким вони стали боротися проти неї. У 642 році союзне військо здобуло перемогу над Освальдом Нортумбрійським у битві при Майс-Когві (сучасний Озуестрі), після чого Пенгверн 14 років жив у відносному мирі.

### Смерть
У 656 році після смерті Пенди Освіу, брат Освальда, напав на Пенгверн і захопив його столицю. Кіндділан з кількома братами (у тому числі з Елуаном) загинув у бою і був похований в Еглвіссеу Басса (сучасний Басчерч у Шропширі). Члени королівської родини, що залишилися живими, знайшли притулок у родичів у Поуїсі.